# Ministerio de Turismo y Deportes (Argentina)
El Ministerio de Turismo y Deportes de Argentina fue una cartera de gobierno encargada de definir la política en el sector turístico y deportivo a nivel nacional.
Fue creado por primera vez por un breve período en 2001 como Ministerio de Turismo, Cultura y Deportes, desapareciendo. Fue reabierto entre 2010 y 2018 como Ministerio de Deportes. Tras una breve interrupción, en 2019 fue nuevamente recuperado, con su denominación y competencia actual. En diciembre de 2023 el ministerio se disolvió, y sus tareas pasaron al Ministerio del Interior.

## Historia
Durante la presidencia de Fernando de la Rúa, existió brevemente el Ministerio de Turismo, Cultura y Deportes (producto de la unificación de tres secretarías), y fue ocupado por Hernán Lombardi.
Posteriormente existió la Secretaría de Turismo (dependiente del Ministerio de Producción argentino), siendo su último titular Enrique Meyer. 
A comienzos del año 2004 el Poder Ejecutivo, a través de la Secretaría de Turismo de la Nación, estableció como prioridad la sanción de una nueva Ley Nacional de Turismo, demanda histórica del sector privado y del Consejo Federal de Turismo. El proyecto de Ley fue elaborado con la participación de todos los sectores involucrados. 
El Ministerio de Turismo fue creado en junio de 2010 por decreto de la presidenta Cristina Fernández de Kirchner, considerando la importancia de una cartera de este nivel en el país. Hasta ese entonces, Argentina junto con Chile eran los dos únicos países latinoamericanos que no poseían una entidad de este tipo.
El 5 de septiembre de 2018, el presidente Mauricio Macri degradó el ministerio al rango de secretaría dentro de la Secretaría General de la Presidencia. Los cambios se dieron en una modificación del gabinete nacional que redujo de 22 a 10 la cantidad de ministerios.
El 10 de diciembre de 2019, el presidente Alberto Fernández crea el Ministerio de Turismo y Deportes y designa como titular a Matías Lammens.
El 10 de diciembre de 2023, el presidente Javier Milei decidió convertir al ministerio en una secretaría bajo la órbita de Ministerio del Interior.

## Competencias
De acuerdo a la Ley 22 520, las competencias del ministerio eran «asistir al Presidente de la Nación, y al Jefe de Gabinete de Ministros, en orden a sus competencias, en todo lo concerniente a la promoción y desarrollo en el país de la actividad turística, el aprovechamiento de los recursos y atractivos turísticos nacionales y la definición y ejecución de políticas de desarrollo de la actividad deportiva de alto rendimiento, amateur y de recreación…»

## Nómina de Ministros
| Ministerio                  | N.º | Ministro        | Partido | Partido               | Periodo                                           | Presidente                     |
| --------------------------- | --- | --------------- | ------- | --------------------- | ------------------------------------------------- | ------------------------------ |
| Turismo, Cultura y Deportes | 1   | Hernán Lombardi |         | Unión Cívica Radical  | 29 de octubre de 2001 - 20 de diciembre de 2001   | Fernando de la Rúa             |
| Turismo                     | 2   | Enrique Meyer   |         | Partido Justicialista | 28 de junio de 2010 - 10 de diciembre de 2015     | Cristina Fernández de Kirchner |
| Turismo                     | 3   | Gustavo Santos  |         | Unión Cívica Radical  | 10 de diciembre de 2015 - 5 de septiembre de 2018 | Mauricio Macri                 |
| Turismo y Deportes          | 4   | Matías Lammens  |         | Independiente         | 10 de diciembre de 2019 - 10 de diciembre de 2023 | Alberto Fernández              |